# Collegio europeo di Parma
La Fondazione Collegio Europeo di Parma è un istituto post-universitario specializzato in studi europei e avente l’obiettivo di preparare giovani laureati provenienti da tutto il mondo nel campo del diritto, dell’economia e delle politiche dell’Unione europea.
Il Collegio Europeo è nato nel 1988 sotto forma di Consorzio grazie all’Università degli Studi di Parma (Dipartimento di Giurisprudenza); nel 1º luglio 2004 è stato trasformato in Fondazione Collegio Europeo di Parma.

## Storia
Il primo nucleo del Collegio venne creato nel 1988, sotto forma di consorzio di enti, per volontà delle istituzioni del territorio di Parma e della Regione Emilia-Romagna, allo scopo di offrire agli studenti una scuola di formazione superiore, che promuovesse la conoscenza del funzionamento delle istituzioni dell'Unione europea.
L'offerta formativa prevede un curriculum accademico a carattere interdisciplinare e multilingue sul processo d'integrazione europea, rivolto a giovani laureati provenienti sia da Paesi dell'UE che da Paesi extra-europei. 
Nel 2004 venne inaugurata la sede del Collegio in Borgo Rodolfo Tanzi a Parma e l'istituto si diede la forma giuridica di fondazione. Dal 2015 il Collegio Europeo di Parma ha trasferito la propria sede all'interno del Palazzo Centrale dell'Università di Parma, in Via Università 12, Parma.
L'obiettivo è quello di formare giovani laureati europei nei settori del diritto, dell'economia e delle politiche dell'Unione europea. 
Attuali Soci Fondatori sono l'Università degli Studi di Parma, l'Unione Parmense degli Industriali e la Camera di Commercio dell'Emilia. 
Soci Sostenitori sono invece il Ministero degli Affari Esteri e della Cooperazione internazionale della Repubblica Italiana, la Regione Emilia-Romagna, la Provincia di Parma e il Comune di Parma.

## Formazione
Al centro dell'offerta formativa del Collegio Europeo si situa il "Master in Studi Europei", MASE (in precedenza denominato "Diploma e Master universitario in Alti Studi Europei - DASE).   
La formazione del MASE si caratterizza per essere sia teorica che pratica. I numerosi interventi di funzionari delle istituzioni europee permettono di avere una conoscenza diretta del modo in cui le politiche europee vengono progettate e messe in pratica.  
Nella prima parte del corso, gli studenti MASE seguono i “Corsi Fondamentali”, che comprendono: Corsi introduttivi, Corsi istituzionali e Corsi specifici. 
Nella seconda parte del corso, ciascuno studente segue un indirizzo di specializzazione, fra i tre disponibili: Politiche UE e governance economica; L’UE nello scenario globale; Food, Green Deal e Attualità UE.
Il corpo docente del MASE è composto da alti dirigenti delle Istituzioni europee e nazionali, professori universitari ed esperti in tematiche europee. 
Oltre al MASE, da alcuni anni la Fondazione Collegio Europeo di Parma organizza alcuni Master in collaborazione con l'Università di Parma: Master in Management degli enti locali; Master in Management dei Finanziamenti europei per la Pubblica Amministrazione; Master in Salute Mentale e Supporto Psicosociale in Contesti Umanitari.
La Fondazione Collegio Europeo di Parma organizza poi corsi di formazione specialistica, sia online che in presenza, per funzionari e dirigenti della Pubblica Amministrazione e per il settore privato. I corsi sono tenuti da consulenti, project manager, funzionari delle Istituzioni Europee e docenti universitari esperti.
L'offerta formativa nel 2025 prevede anche videocorsi online per la preparazione ai concorsi europei organizzati dall’Ufficio Europeo di Selezione del Personale (EPSO).
La Fondazione Collegio Europeo di Parma fa parte della rete italiana dei Centri di Documentazione Europea. 
I Centri di Documentazione Europea (CDE) sono corpi istituiti nel 1963 dalla Commissione europea e sono veri e propri punti di riferimento per tutti coloro che sono interessati a comprendere e approfondire le dinamiche, le politiche e le istituzioni dell’Unione Europea. 

## Promozioni
A partire dall'istituzione del DASE (ora ridenominato MASE), nel 2003, sul modello del Collegio d'Europa di Bruges-Natolin, ogni anno accademico viene chiamato "Promozione". 
Ogni promozione è dedicata ad un artefice dell'unità europea:
| Anno Accademico | Nome della Promozione | Lettore della lectio inauguralis |
| --------------- | --------------------- | -------------------------------- |
| 2003-2004       | Alcide De Gasperi     | Romano Prodi                     |
| 2004-2005       | Paul-Henri Spaak      | Étienne Davignon                 |
| 2005-2006       | Giovanni Paolo II     | Franco Frattini                  |
| 2006-2007       | Konrad Adenauer       | Mario Monti                      |
| 2007-2008       | Robert Schuman        | José Manuel Durão Barroso        |
| 2008-2009       | Jean Monnet           | Giorgio Napolitano               |
| 2009-2010       | Altiero Spinelli      | Pascal Lamy                      |
| 2010-2011       | François Mitterrand   | Herman Van Rompuy                |
| 2011-2012       | Willy Brandt          | Jerzy Buzek                      |
| 2012-2013       | Luigi Einaudi         | Vasileios Skourīs                |
| 2013-2014       | Erasmus               | Antonio Tajani                   |
| 2014-2015       | Jacques Le Goff       |                                  |
| 2015-2016       | Pericles              | Dimitris Avramopoulos            |
| 2016-2017       | Alfonso Mattera       |                                  |
| 2017-2018       | José Ortega y Gasset  | Antonio Tajani                   |
| 2018-2019       | Carlo Magno           |                                  |
| 2019-2020       | Ugo Grozio            |                                  |
| 2020-2021       | Marie Curie           |                                  |
| 2021-2022       | David Sassoli         |                                  |